# Geocrypta galii
Geocrypta galii är en tvåvingeart som först beskrevs av Friedrich Hermann Loew 1850.  Geocrypta galii ingår i släktet Geocrypta och familjen gallmyggor. Inga underarter finns listade i Catalogue of Life.